# Wals (voertuig)

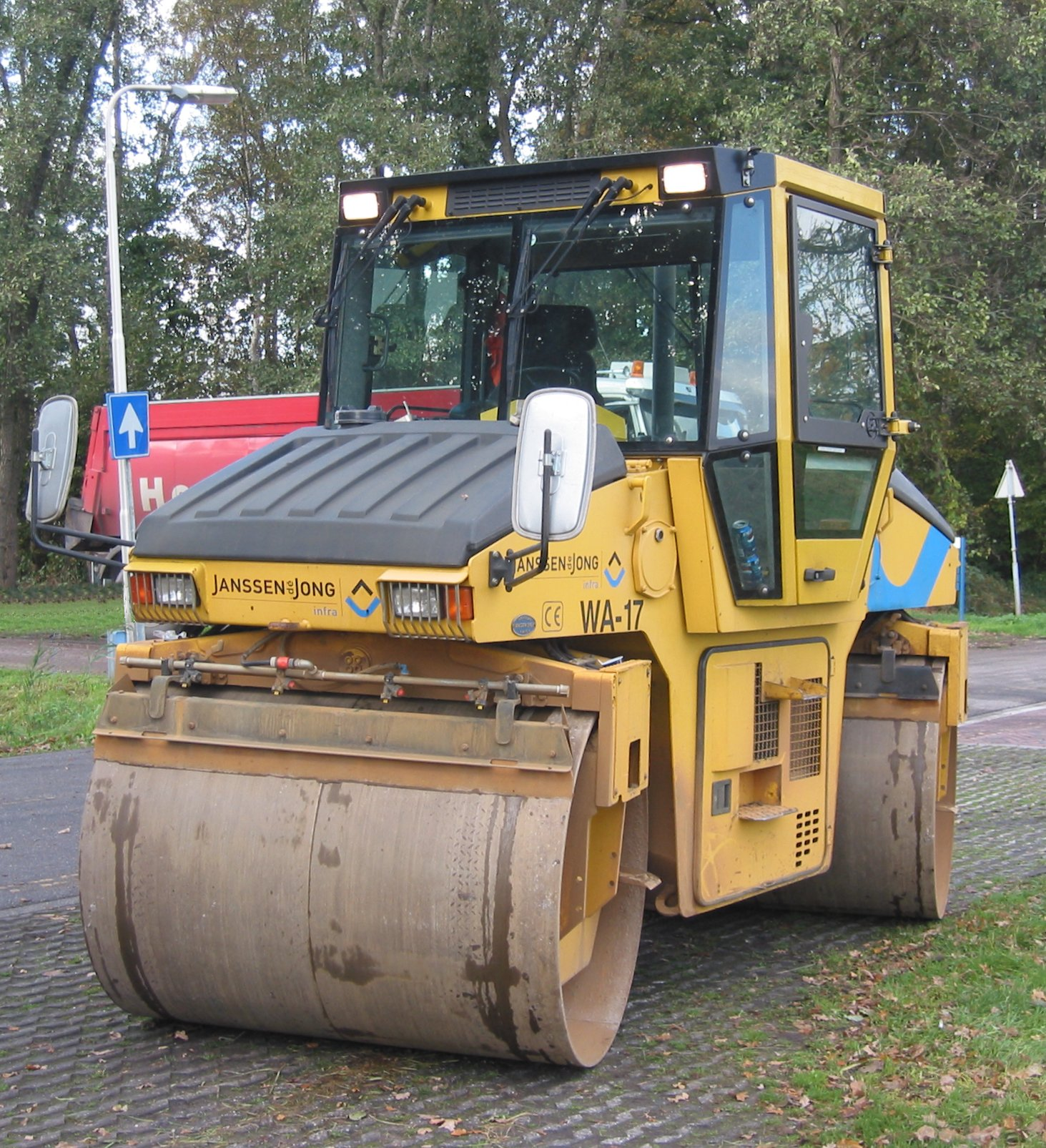
Een tandemwals met twee afzonderlijk stuurbare rollen

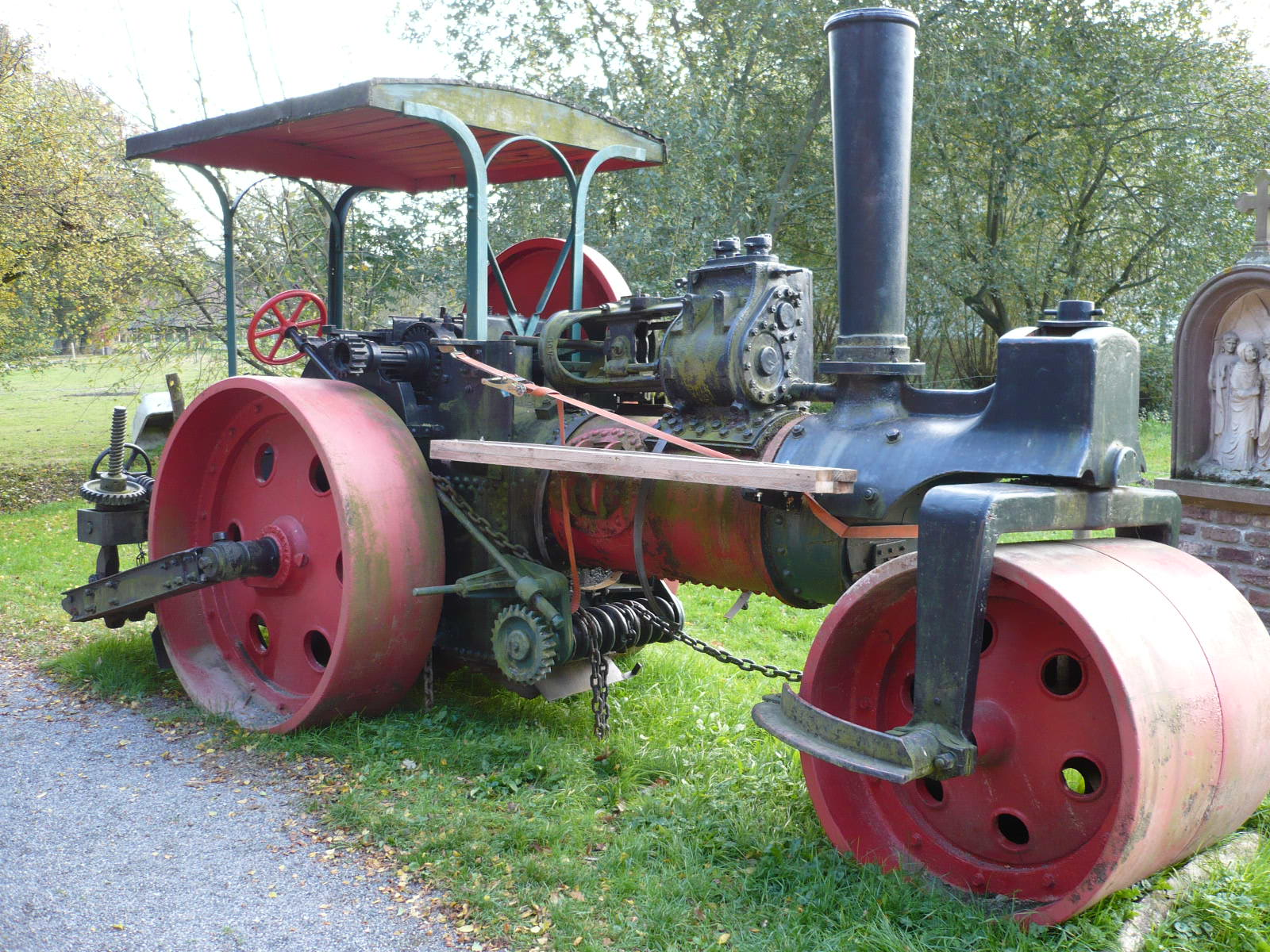
Stoomwals

Een wals, ook wel pletwals genoemd,  is in het algemeen een zware rol om te pletten of te verharden. Vaak wordt met een wals de uitvoering in de vorm van een voertuig bedoeld die dient om materiaal zoals steenslag, zand of asfalt te verdichten. Dit soort wals wordt in de wegenbouw gebruikt, maar walsen die niet rijden worden bijvoorbeeld in hoogovens gebruikt om plaatmetaal als blik te produceren (zie walsen). Hoewel walsen in de vorm van voertuigen kunnen rijden, mogen ze in principe niet over de openbare weg rijden, maar worden ze met een dieplader vervoerd.

## Uitvoering als voertuig
Er zijn verschillende uitvoeringen van walsen als voertuigen, ieder voor een specifiek type bewerking:
- Kleine wals voor oppervlakken die te groot zijn om met een trilplaat te bewerken
- Wals met één rol (en luchtbanden achter) voor het verdichten van zand of gesteente
- Wals met twee rollen (tandemwals) voor gebruik bij het aanleggen van asfalt. De rollen worden vaak met water besprenkeld om ze te koelen en te voorkomen dat asfalt blijft kleven. Er zijn in principe twee mogelijkheden voor de besturing: ofwel er is een knikmechanisme waarmee de voor- en achterkant ten opzichte van elkaar scharnieren of de rollen kunnen beide gestuurd worden
- Wals met drie rollen, een voor en twee achter
- Trilrolwals met een trilmechanisme in de rol om door middel van trilling gesteente of zand nog beter te verdichten
- Bandenwals voor asfaltwerk, de bandenwals wordt gebruikt voor de eerste verdichting van het asfalt of voor het vastrijden van een slijtlaag in een kleeflaag
- Schapenpootwals voor gebruik op vuilstortplaatsen en het verdichten of kneden van klei.

Tegenwoordig worden veel walsen hydraulisch aangedreven met behulp van een dieselmotor. Vroeger werden walsen met stoom aangedreven, dit heet dan een stoomwals.

## Toepassing
Bij het aanbrengen van asfalt worden verschillende soorten walsen gebruikt, die elk een andere walsfactor hebben. Als een te zware wals te vroeg gebruikt wordt zal deze het asfalt niet verdichten maar voor zich uit verplaatsen. Dan wordt het gesteente in het asfalt (het aggregaat) verbrijzeld. Door te beginnen met een relatief lichte wals met een grote roller en steeds een wat zwaardere wals te gebruiken kan de gewenste verdichting in stappen worden bereikt.
Sommige walsen kunnen de rollen met water vullen om de juiste walsfactor voor het gebruikte type asfalt te verkrijgen. Dan kan een lege wals makkelijker vervoerd worden omdat hij lichter is.

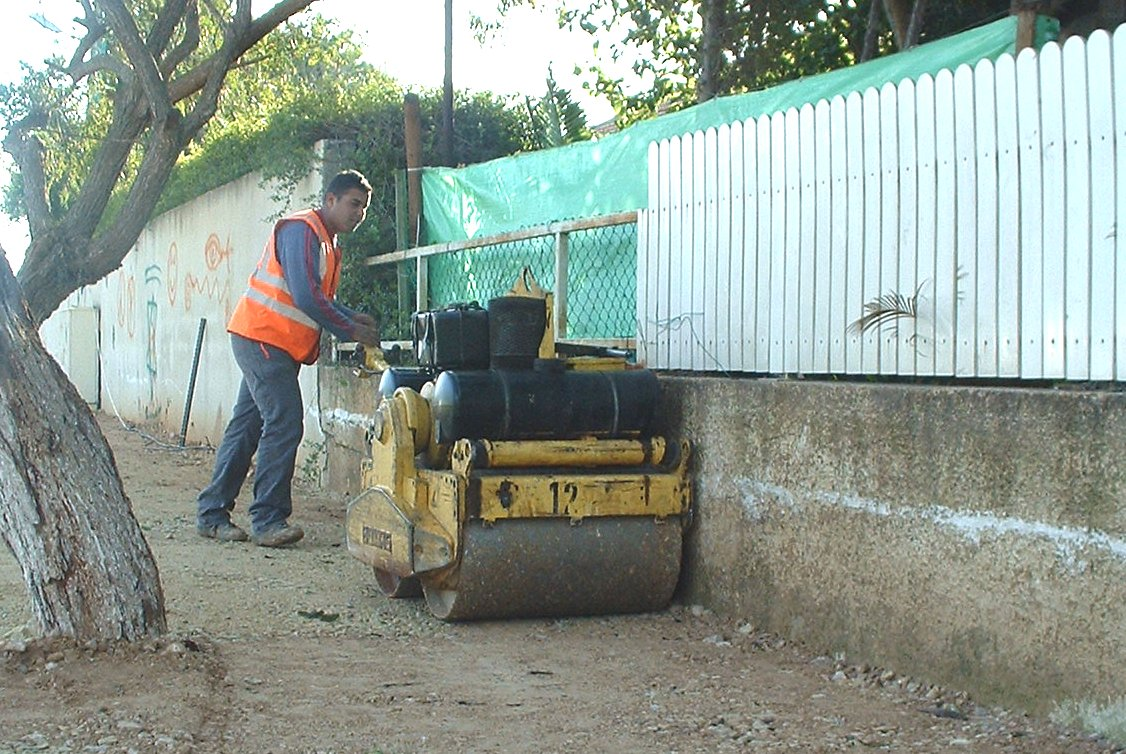
Zelfrijdende kleine wals, de bediener loopt erachter
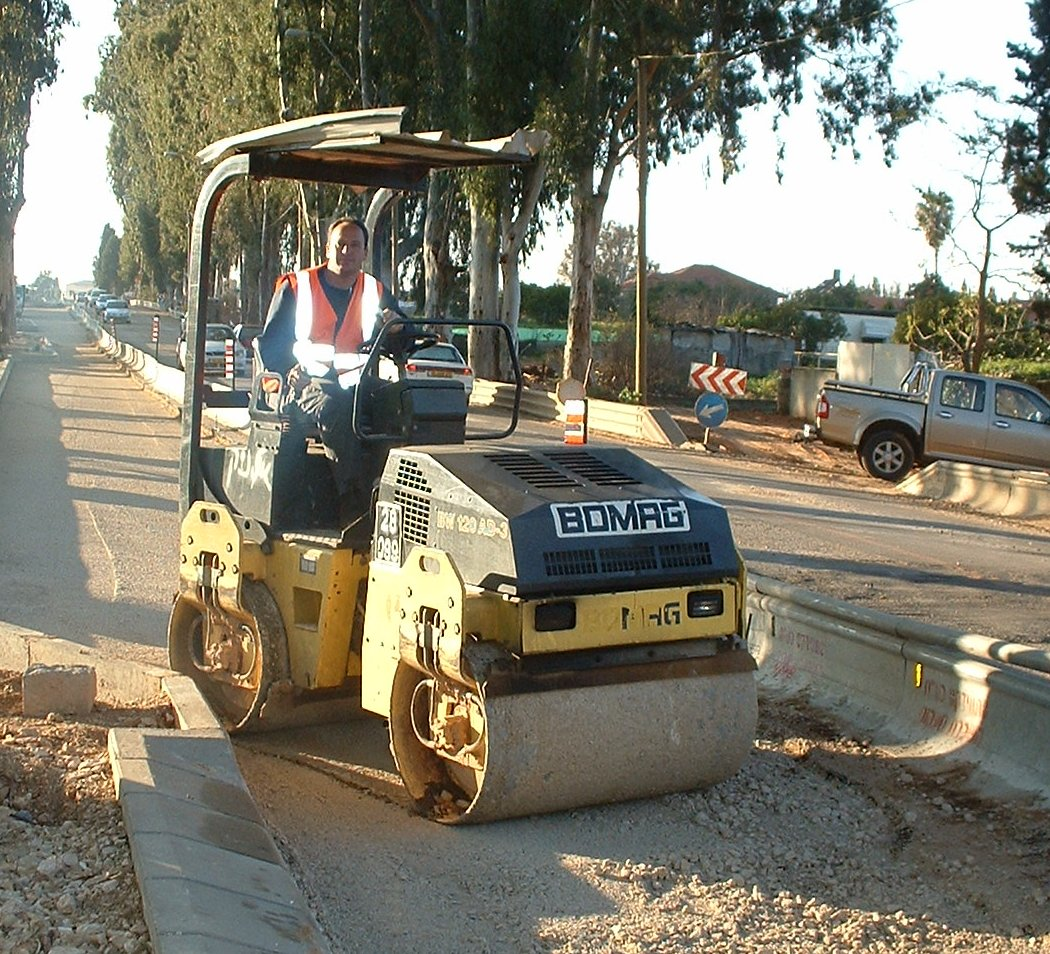
Kleine tandemwals
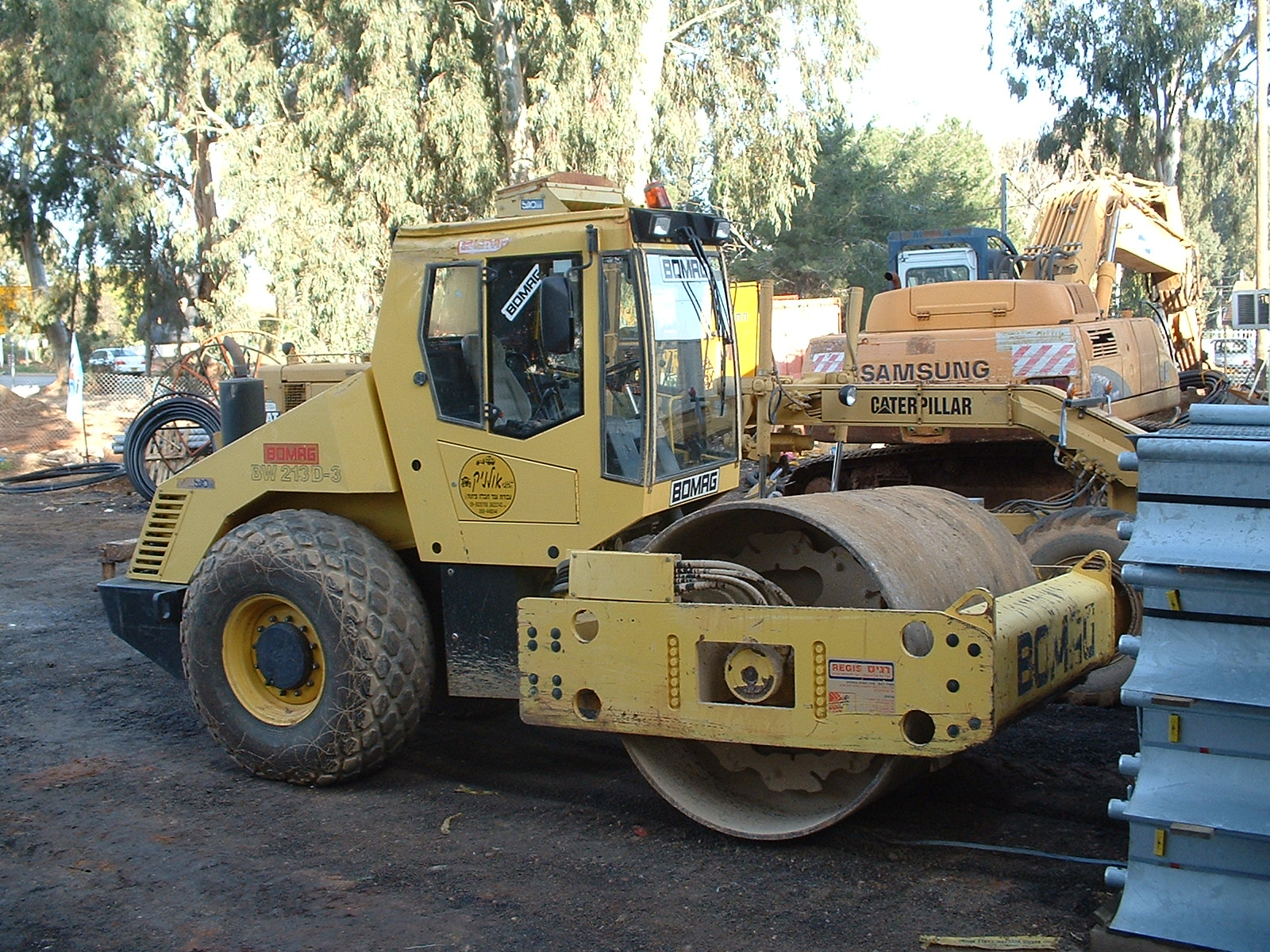
Wals met één rol
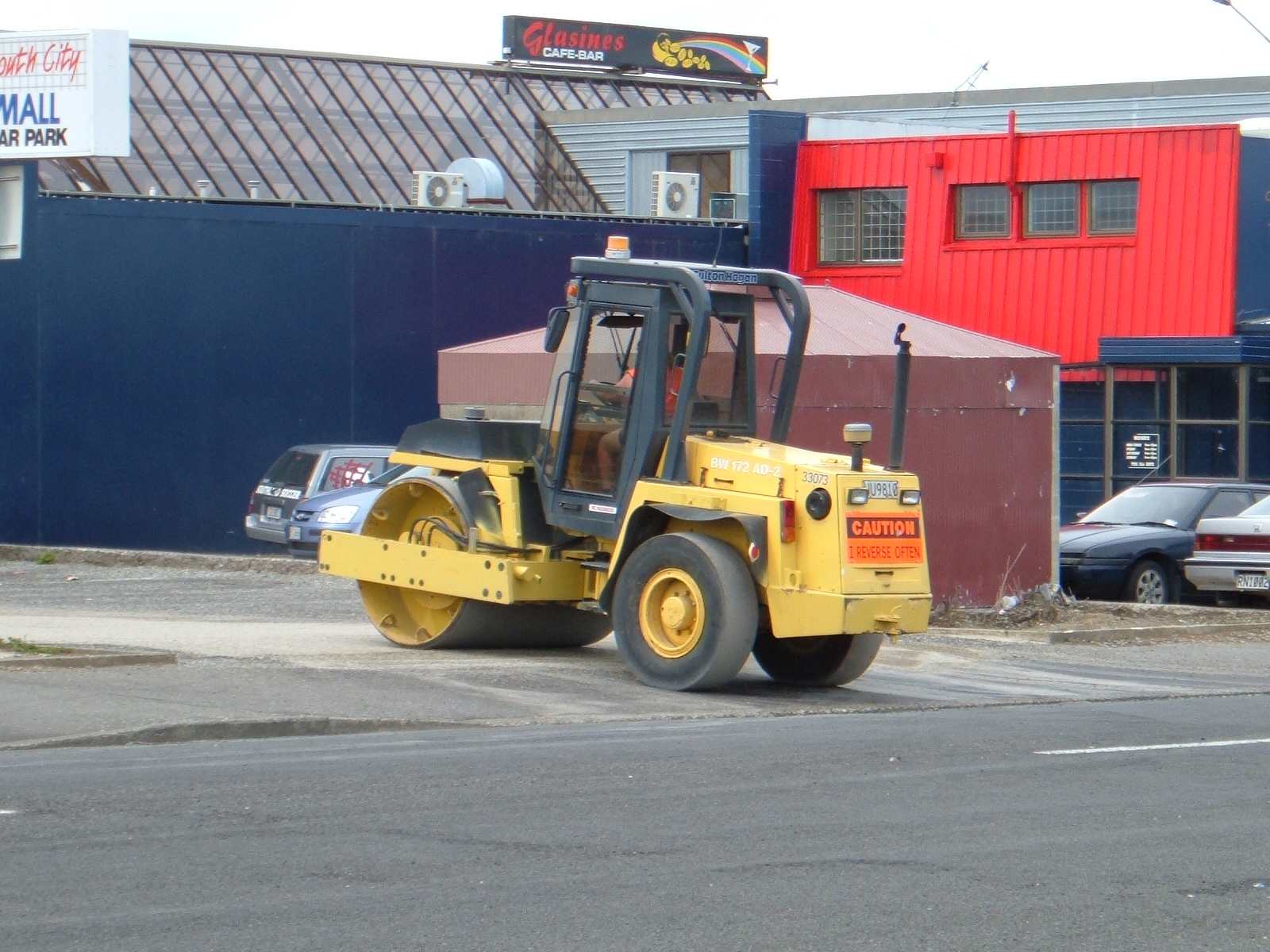
Wals met één rol en profielloze rubber banden
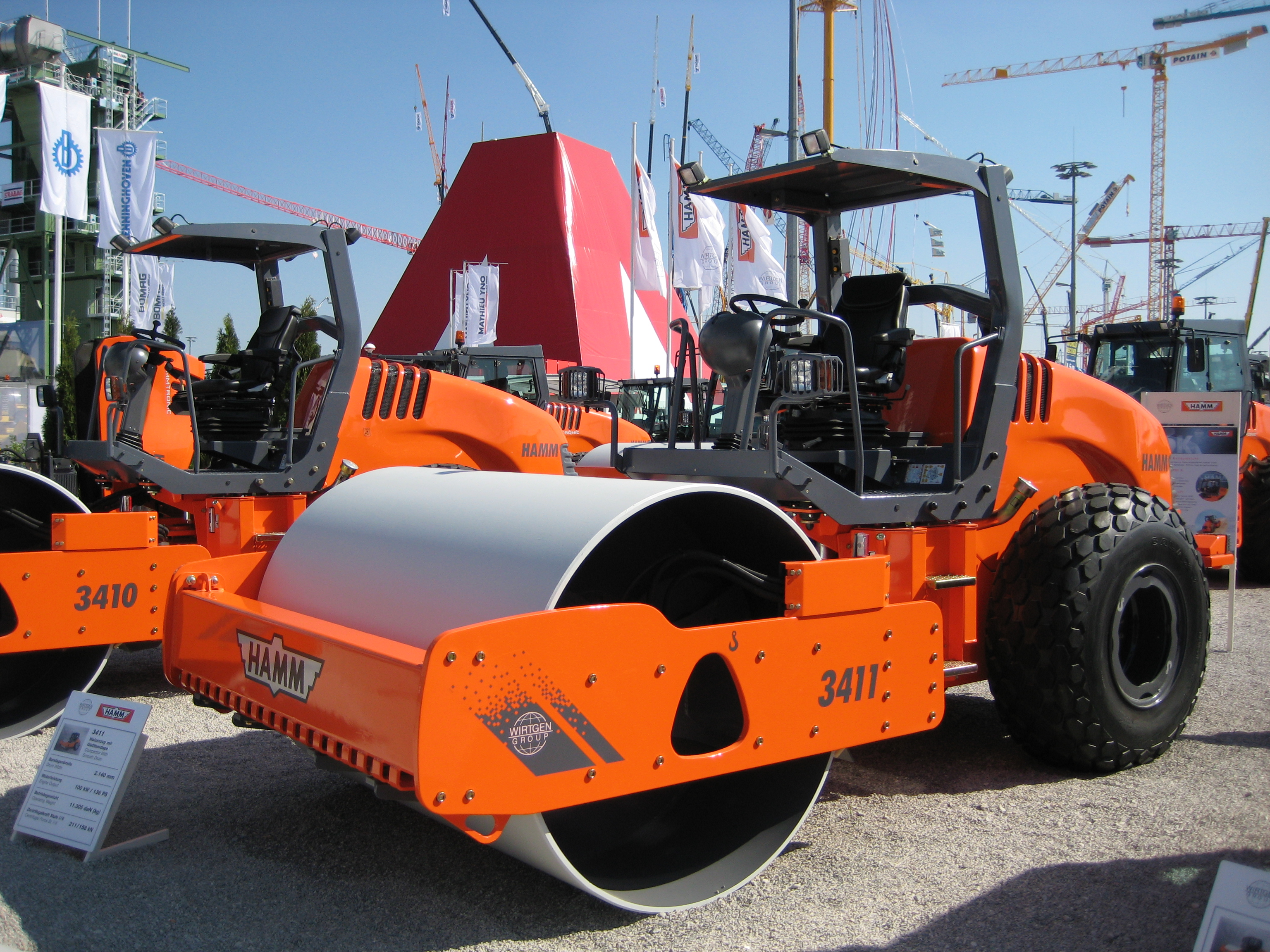
Wals met één rol
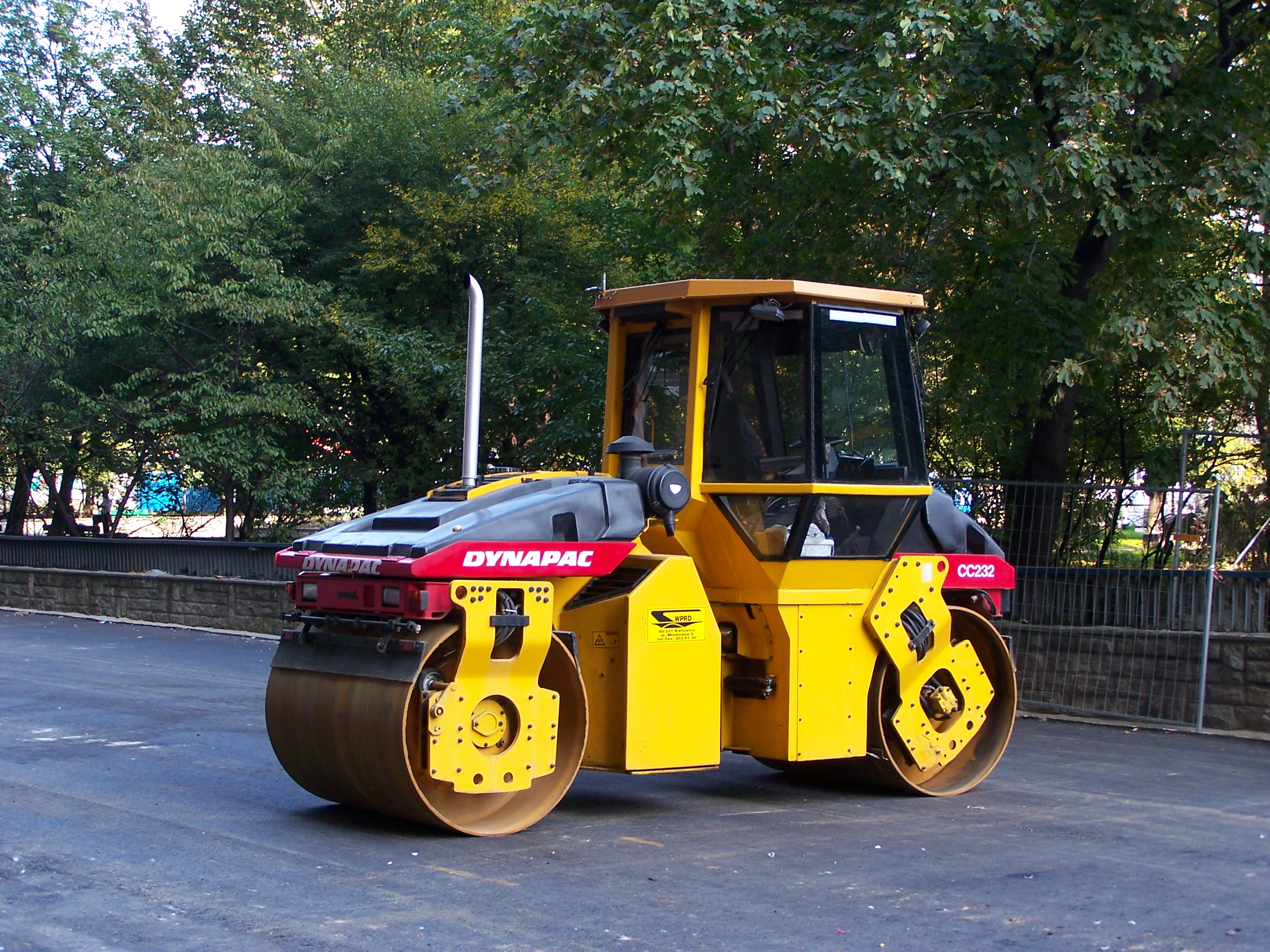
Trilrolwals Dynapac CC232
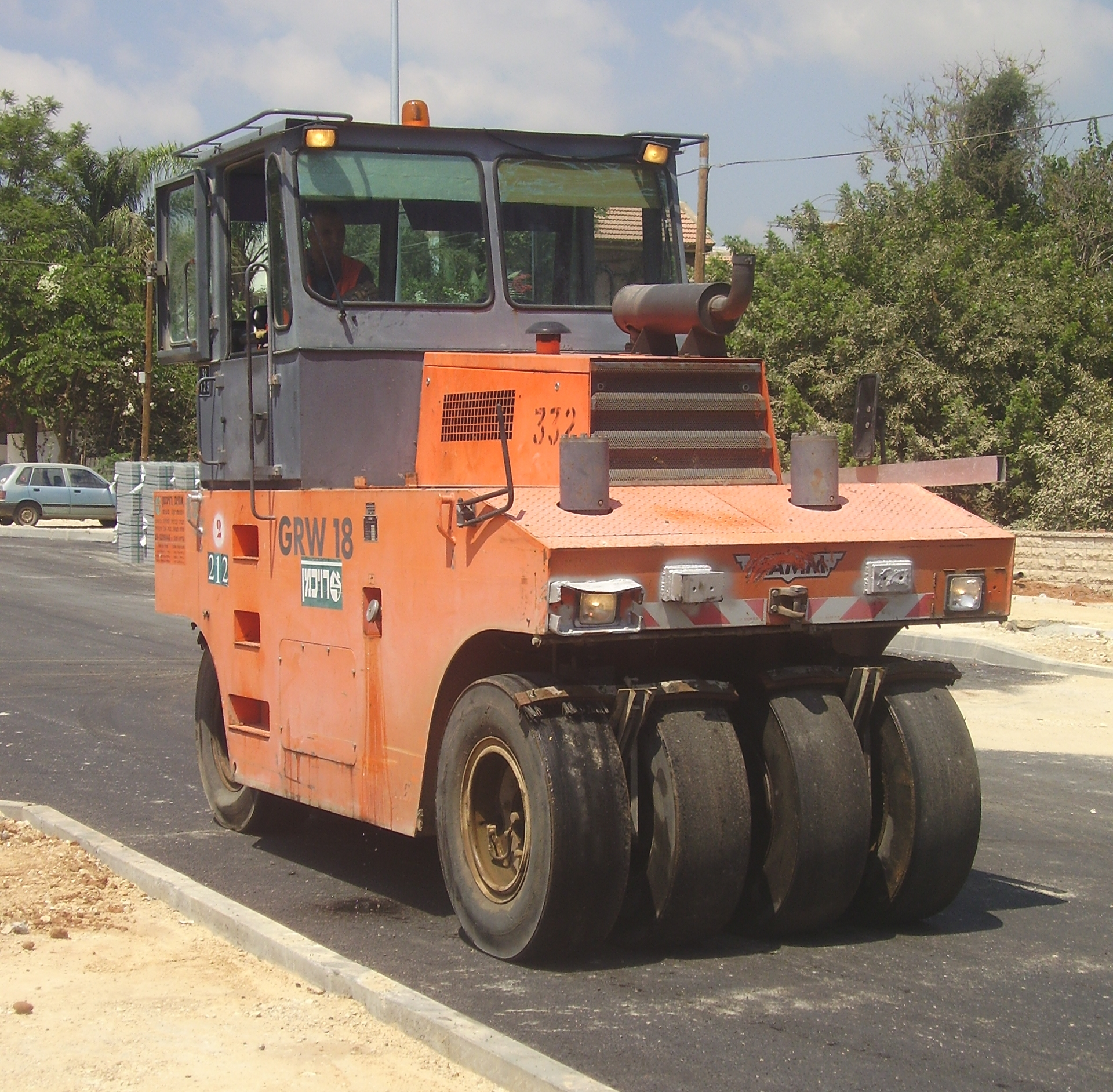
Bandenwals
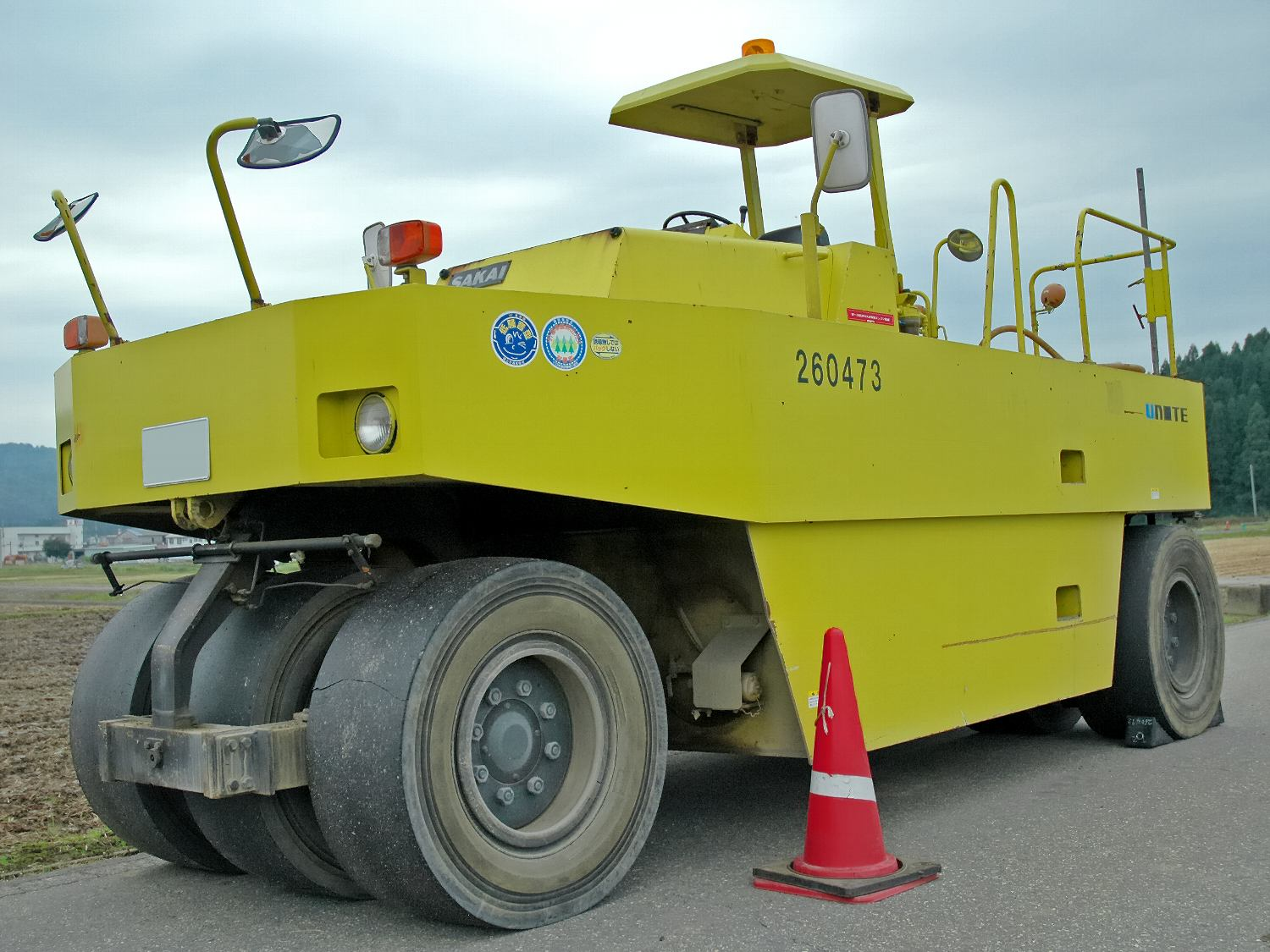
Zeer grote bandenwals
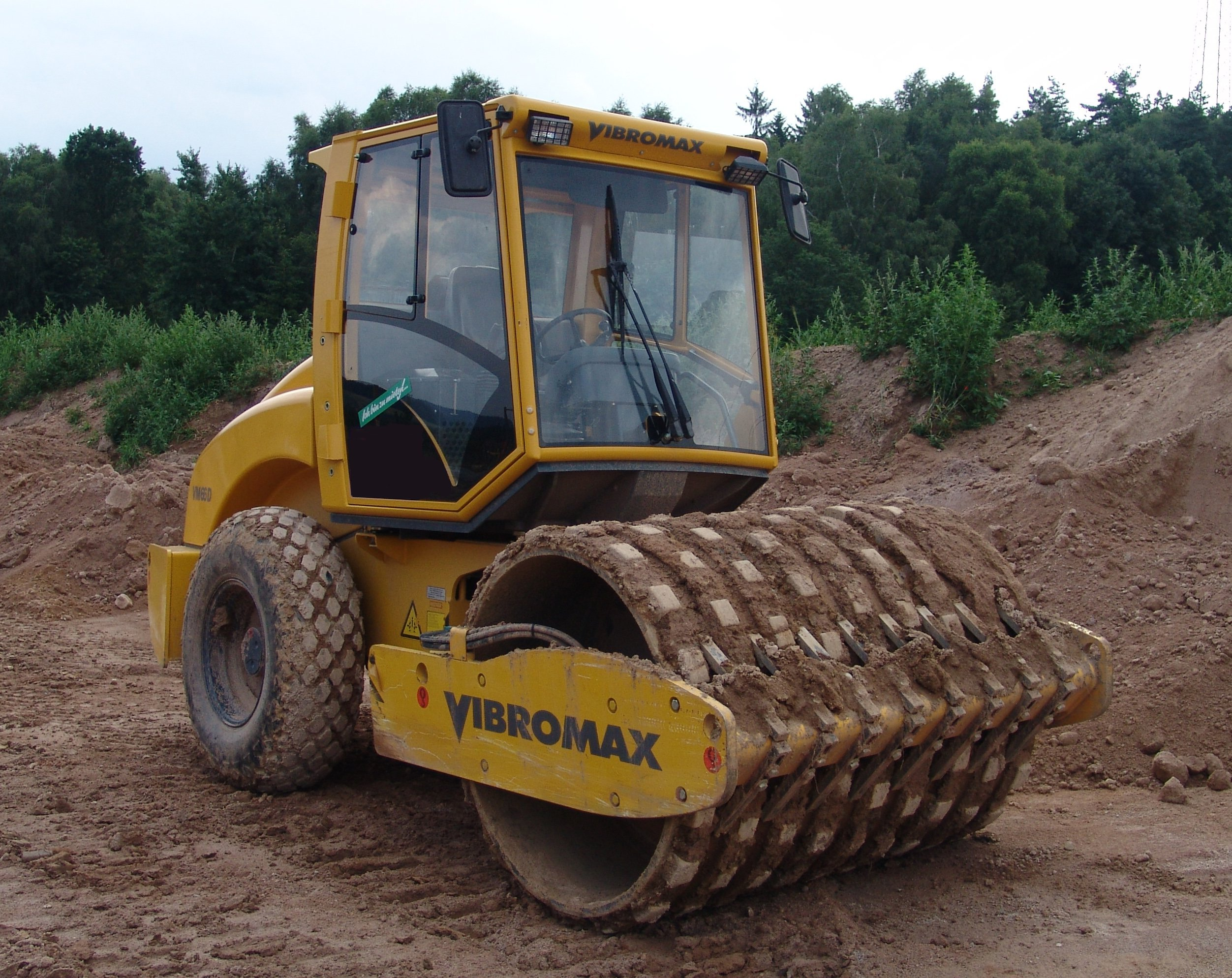
Een schapenpootwals voor verdichting van grond
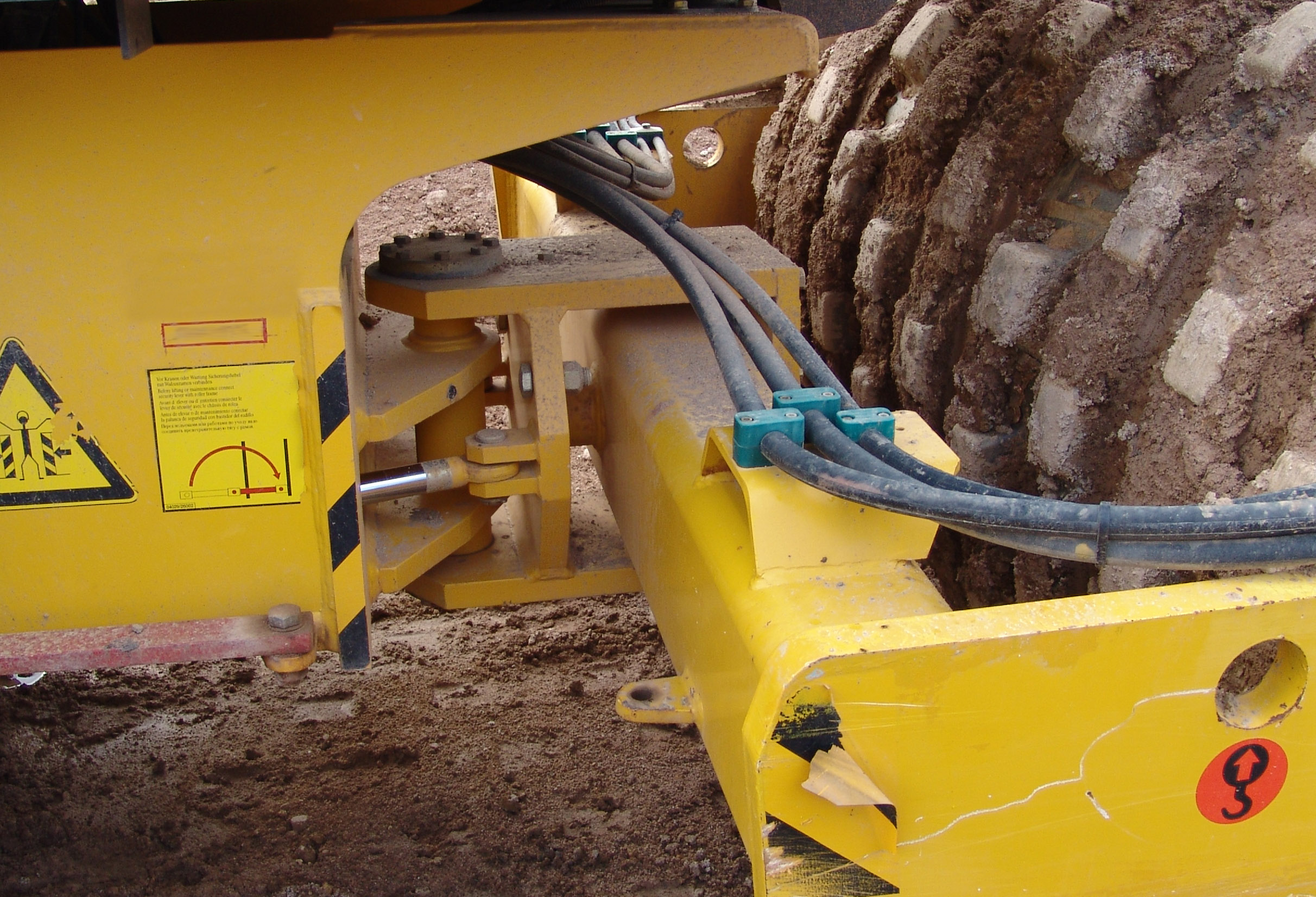
Knikbesturing
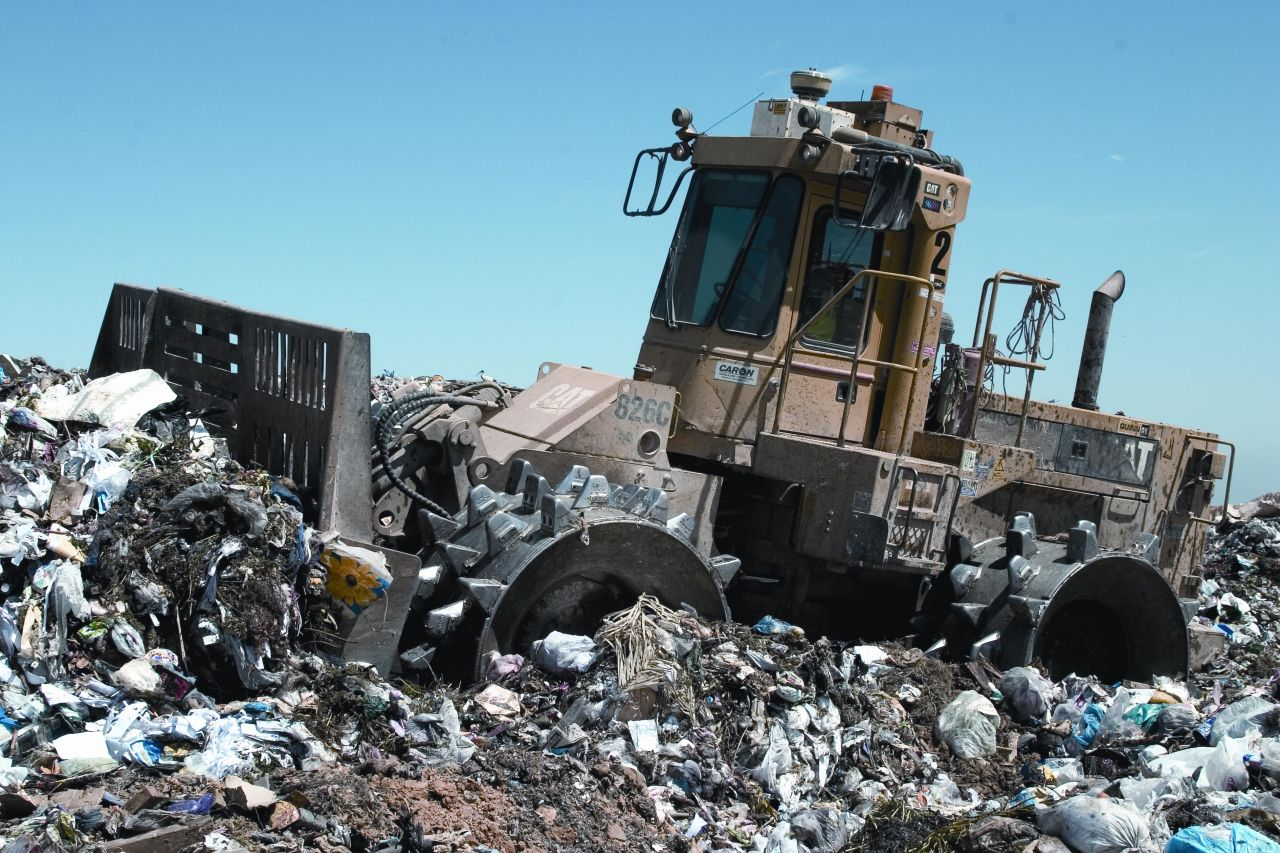
Een schapenpootwals op een vuilstortplaats
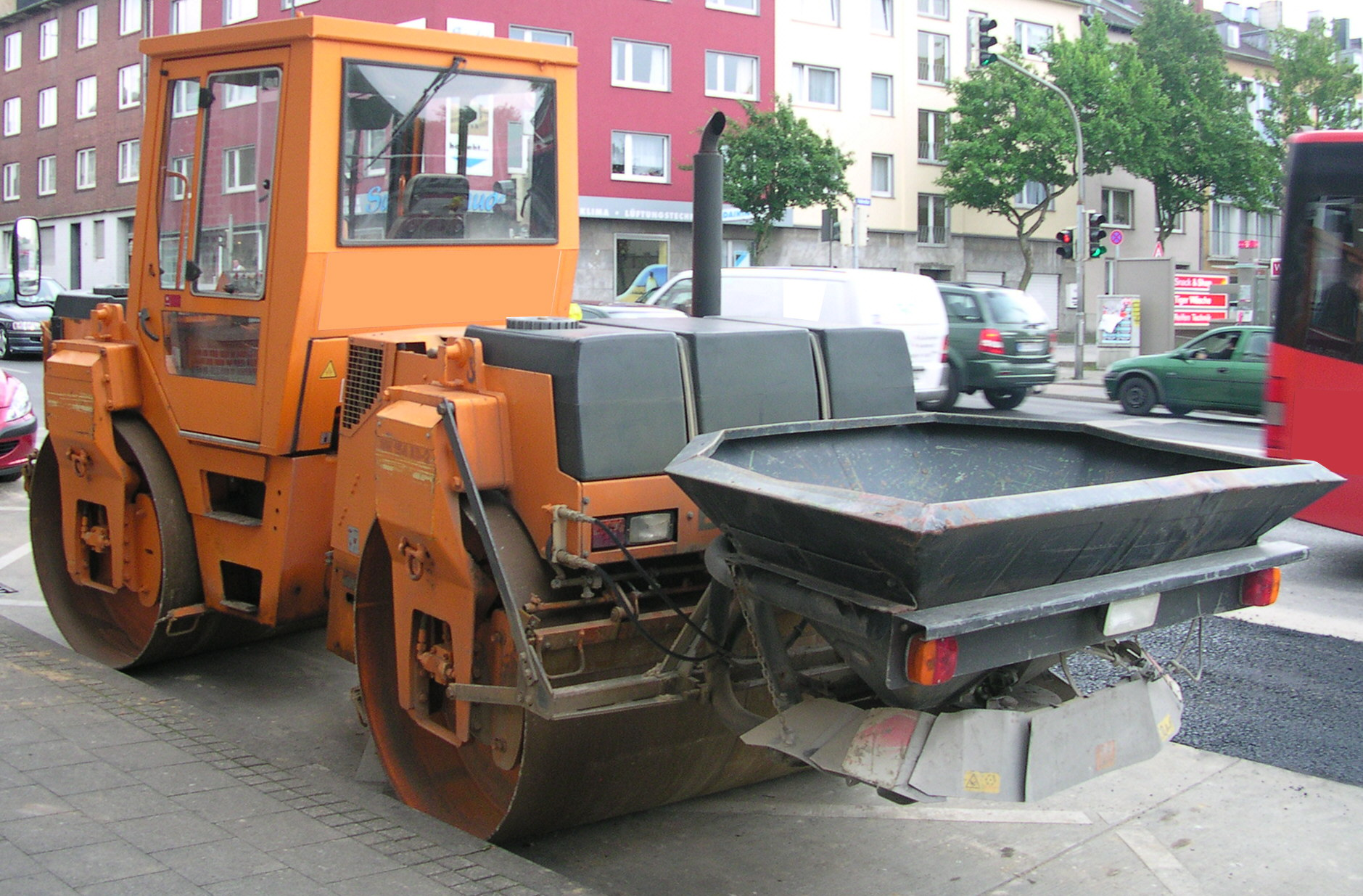
Tandemwals met strooimachine
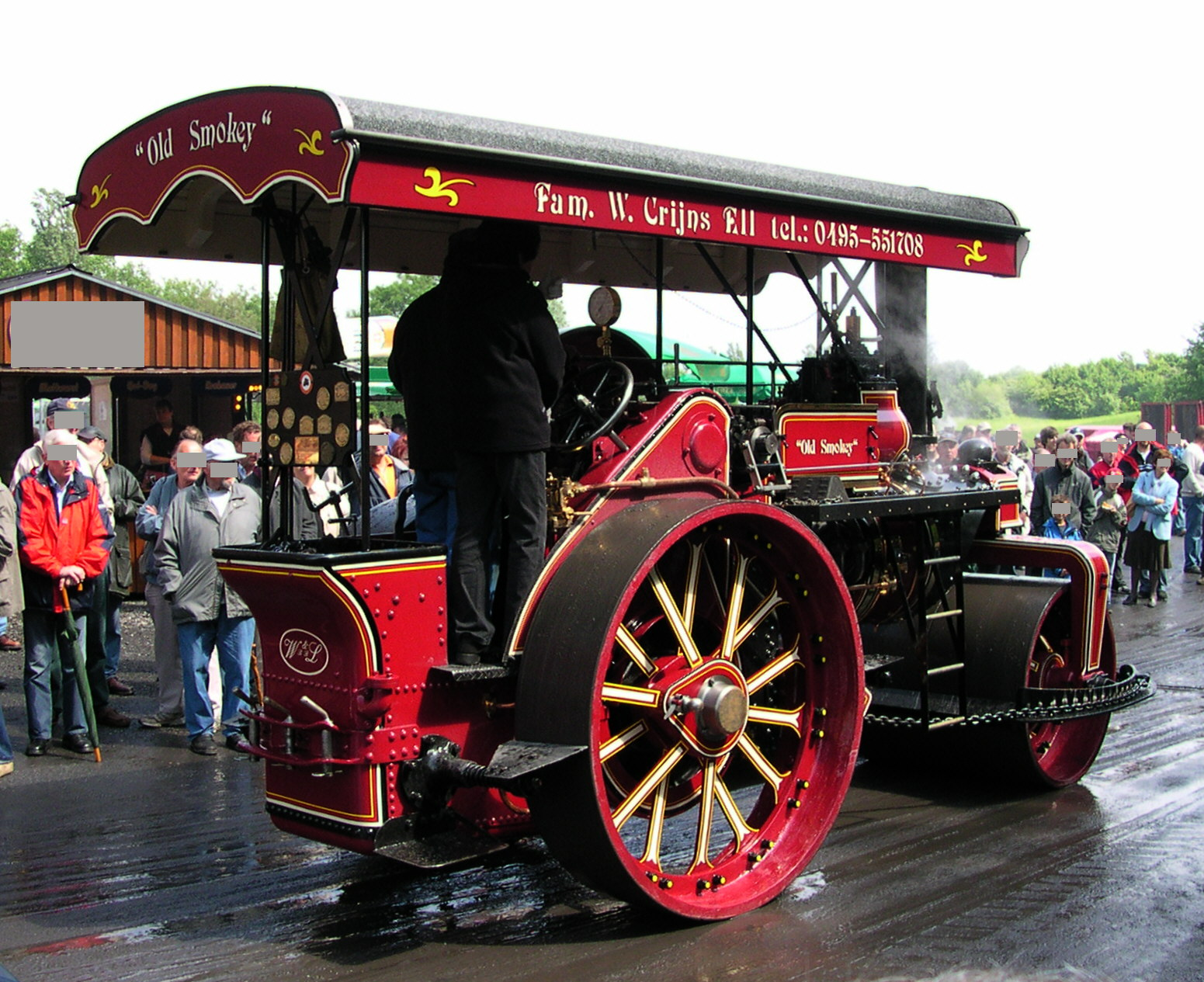
Stoomwals uit 1930
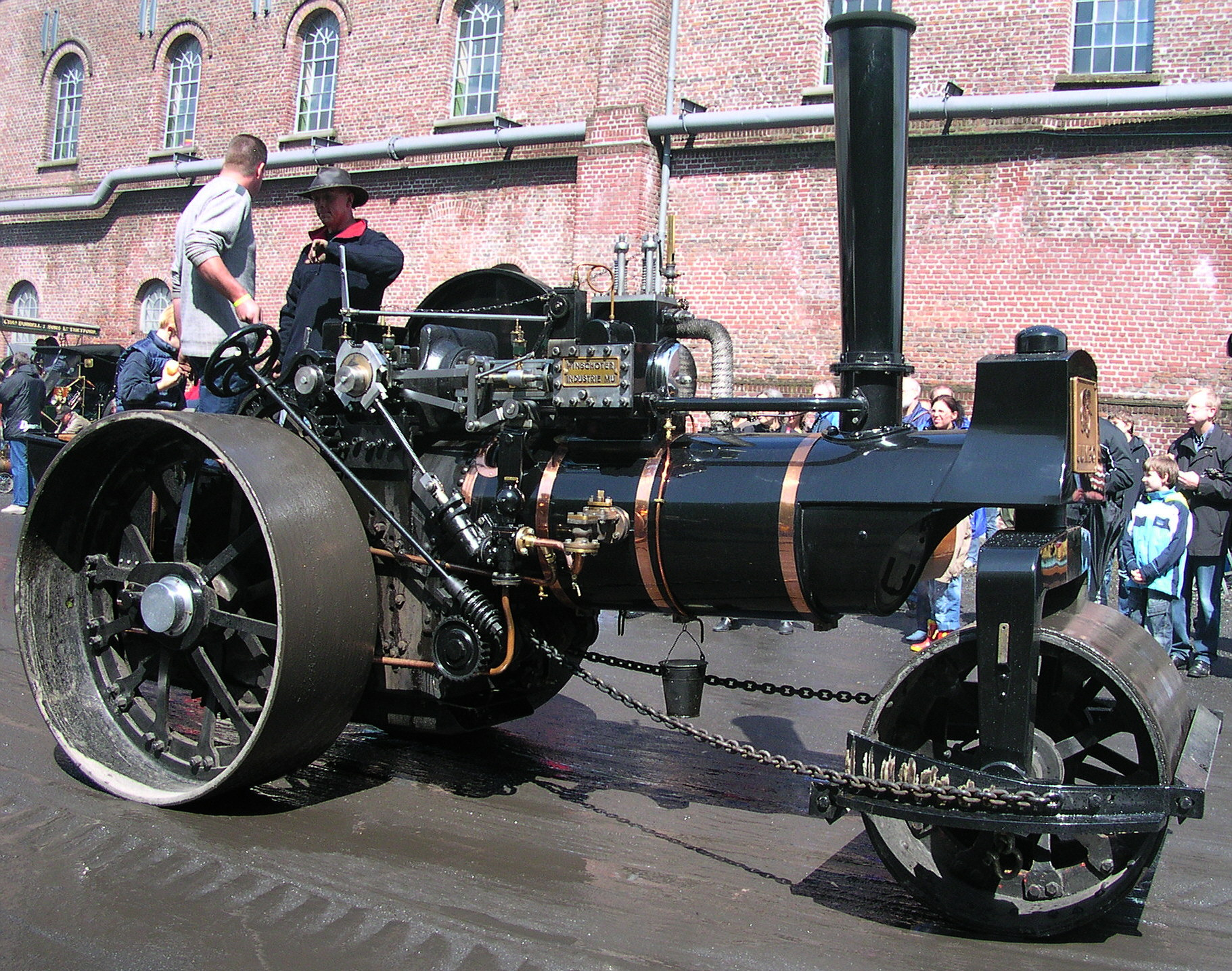
Winschoter Stoomwals uit 1925
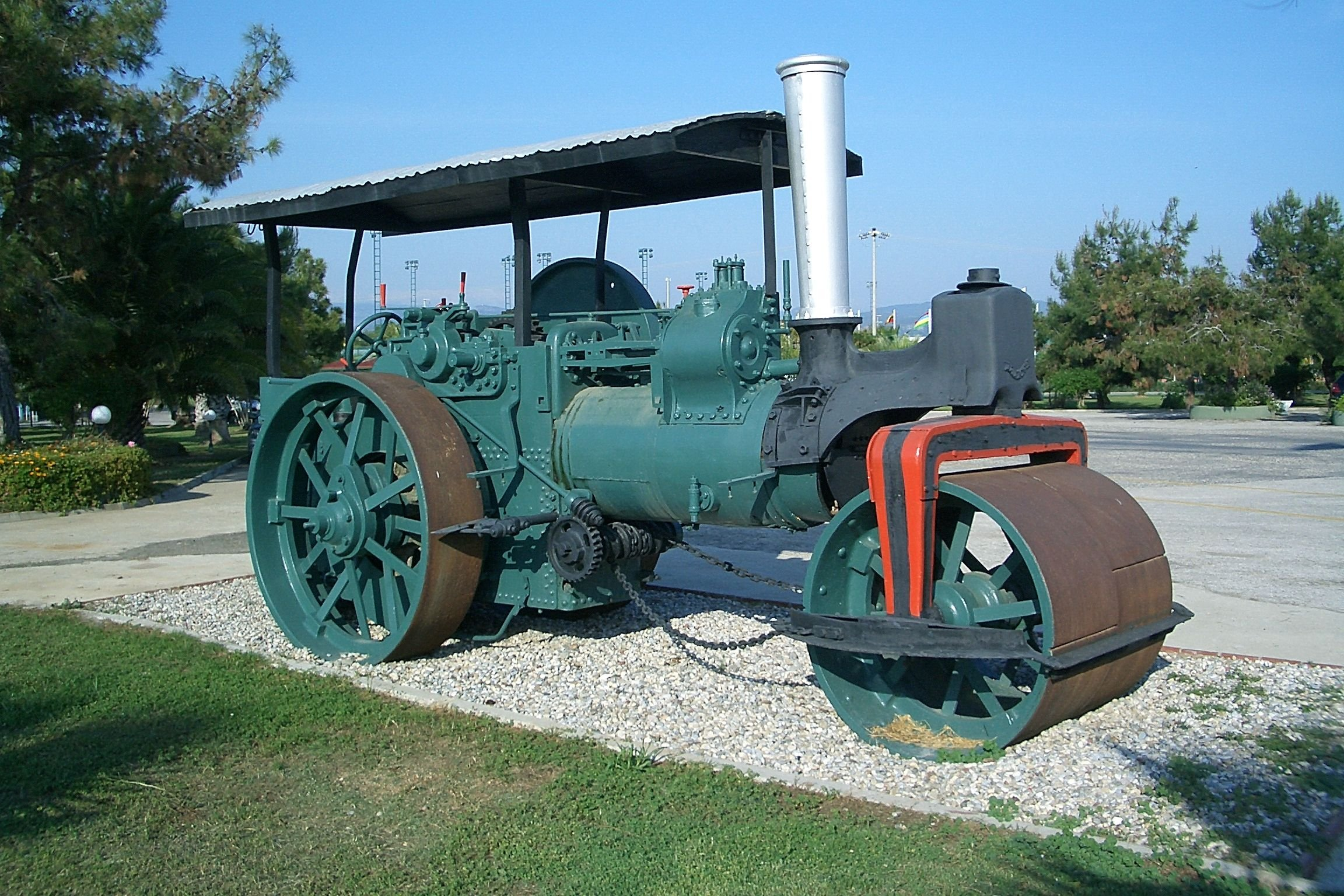
Stoomwals uit ca. 1902
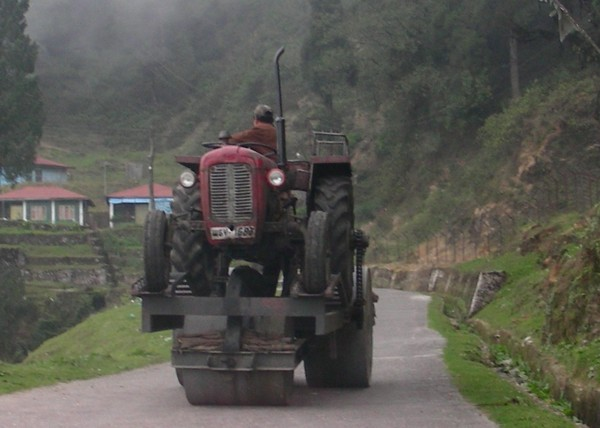
Een provisorische wals in India